# تورناناداشکا
تورناناداشکا (به مجاری:  Tornanádaska) یک شهرداری در مجارستان است که در ناحیه ادلنی واقع شده‌است. تورناناداشکا ۷٫۸۲ کیلومتر مربع مساحت و ۶۱۶ نفر جمعیت دارد.